# Vernon (Illinois)
Vernon es una villa ubicada en el condado de Marion en el estado estadounidense de Illinois. En el Censo de 2010 tenía una población de 129 habitantes y una densidad poblacional de 54,61 personas por km².

## Geografía
Vernon se encuentra ubicada en las coordenadas 38°48′5″N 89°5′23″O / 38.80139, -89.08972. Según la Oficina del Censo de los Estados Unidos, Vernon tiene una superficie total de 2.36 km², de la cual 2.36 km² corresponden a tierra firme y (0%) 0 km² es agua.

## Demografía
Según el censo de 2010, había 129 personas residiendo en Vernon. La densidad de población era de 54,61 hab./km². De los 129 habitantes, Vernon estaba compuesto por el 100% blancos, el 0% eran afroamericanos, el 0% eran amerindios, el 0% eran asiáticos, el 0% eran isleños del Pacífico, el 0% eran de otras razas y el 0% pertenecían a dos o más razas. Del total de la población el 1.55% eran hispanos o latinos de cualquier raza.